# Sous-marin D-1
Pour plus de détails, voir Fiche technique et Distribution.
Sous-marin D-1 (Submarine D-1) est un film américain réalisé par Lloyd Bacon et sorti en 1937.

## Synopsis
Butch Rogers (Pat O'Brien ) et Sock McGillis (Wayne Morris) sont deux officiers de la Navy stationnés au Panama. Sur la terre ferme, ils bataillent pour la jolie Ann Sawyer (Doris Weston). Mais en mer et sous l'eau, ils sont inséparables.

## Fiche technique
- Titre original : Submarine D-1
- Titre français : Sous-marin D-1[1]
- Réalisation : Lloyd Bacon
- Scénario : Frank Wead, Warren Duff, Lawrence Kimble
- Direction artistique : Esdras Hartley
- Costumes : Howard Shoup
- Photographie : Arthur Edeson
- Son : G. Alexander, Robert B. Lee
- Montage : William Holmes
- Musique : Max Steiner
- Production : Louis F. Edelman, Hal B. Wallis, Jack L. Warner
- Société de production : Warner Bros.
- Société de distribution : Warner Bros.
- Pays de production :  États-Unis
- Langue originale : anglais
- Format : noir et blanc — 35 mm — 1.37:1 — son monophonique
- Genre : Drame
- Durée : 100 minutes
- Date de sortie :
  - États-Unis : 27 novembre 1937

## Distribution

### Acteurs principaux
- Pat O'Brien : 'Butch' Rogers
- George Brent : Lieutenant commandant Matthews
- Wayne Morris : 'Sock' McGillis
- Frank McHugh : 'Lucky'
- Doris Weston : Ann Sawyer
- Henry O'Neill : Amiral Thomas
- Dennie Moore : Arabella
- Veda Ann Borg : Dolly
- Regis Toomey : Tom Callan

### Acteurs secondaires
- Glen Cavender : le serveur disjoncté (non crédité)
- Gordon De Main : Officier (non crédité)
- Don DeFore : un marin (non crédité)
- Eddie Fetherston : Bluejacket (non crédité)
- Pat Flaherty : Louie (non crédité)
- Kenneth Harlan : Mr. Kelsey, agent de sauvetage (non crédité)
- John Harron : ordonné (non crédité)
- Stuart Holmes : le barman du Roseland (non crédité)
- Walter Miller : agent de sauvetage (non crédité)
- Jack Mower : un officier (non crédité)
- Pat O'Malley : un officier (non crédité)
- Frank Orth : un serveur du Roseland (non crédité)
- Paul Panzer : le barman (non crédité)
- Lee Phelps : un marin (non crédité)
- Nina Quartero : une fille (non créditée)
- John Ridgely : le lieutenant (non crédité)
- Rosella Towne : Mary (non créditée)
- Wally Vernon : un marin (non crédité)
- Tom Wilson : visiteur au Roseland (non crédité)
- Douglas Wood : Amiral sur le bateau (non crédité)